# アーン・アンダーソン
アーン・アンダーソン（Arn Anderson、本名：Martin Anthony Lunde、1958年9月20日 - ）は、アメリカ合衆国の元プロレスラー。ジョージア州ローム出身。愛称は「AA（ダブルA）」、ニックネームは「ジ・エンフォーサー（殺し屋）」。
いわゆる「仕事人」タイプの実力者であり、フォー・ホースメンをはじめとするユニットやタッグチームでの実績で知られ、数々のタッグ王座を獲得している。リック・フレアーとは年齢は離れているものの親友の間柄であり、WCWやWWEではフレアーの右腕として活躍した。

## 来歴
1981年末に本名のマーティ・ルンデ（Marty Lunde）名義でデビューした後、地元ジョージアのジョージア・チャンピオンシップ・レスリングやアラバマのサウスイースタン・チャンピオンシップ・レスリングなど、NWAの深南部テリトリーで活動。アラバマでは覆面レスラーのスーパー・オリンピア（Super Olympia）に変身して、ミスター・オリンピアと抗争を展開した。
1983年よりジョージアにて、ブッカーのオレイ・アンダーソンに誘われてアーン・アンダーソンに改名。1960年代から1970年代にかけて一世を風靡したアンダーソン兄弟（ジン、ラーズ、オレイ）の末弟となり、伝統のタッグチーム・ユニット「ミネソタ・レッキング・クルー」をオレイと共に再結成する。これは単純にアーンの風貌がオレイとよく似ていた、ということが理由だった。

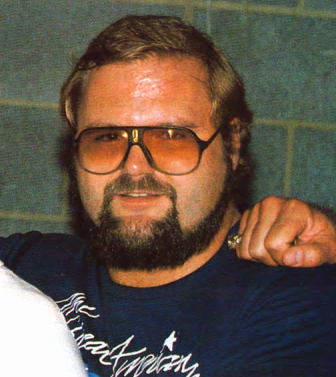
フォー・ホースメン時代（1987年）

その後、ジョージア地区がノースカロライナのミッドアトランティック地区（ジム・クロケット・プロモーションズ）に吸収されると、1985年にリック・フレアーやタリー・ブランチャードらとのヒール軍団「フォー・ホースメン」を結成。同地区のタイトルを独占するなど、プロレス史に残る名ユニットの一員として活躍した。なお、フォー・ホースメンというユニット名はアーンが命名している。1986年1月4日にはトーナメントの決勝でワフー・マクダニエルを破り、NWA世界TV王座を獲得するなどシングルでも活躍した。
1987年にオレイがホースメンを離脱して、レックス・ルガーが新しく加入、翌1988年からはルガーと入れ替わりにバリー・ウインダムがメンバーとなり戦力が補強されたが、同年10月よりアーンはブランチャードと共にWWFに移籍する（これに伴いホースメンは事実上解散）。

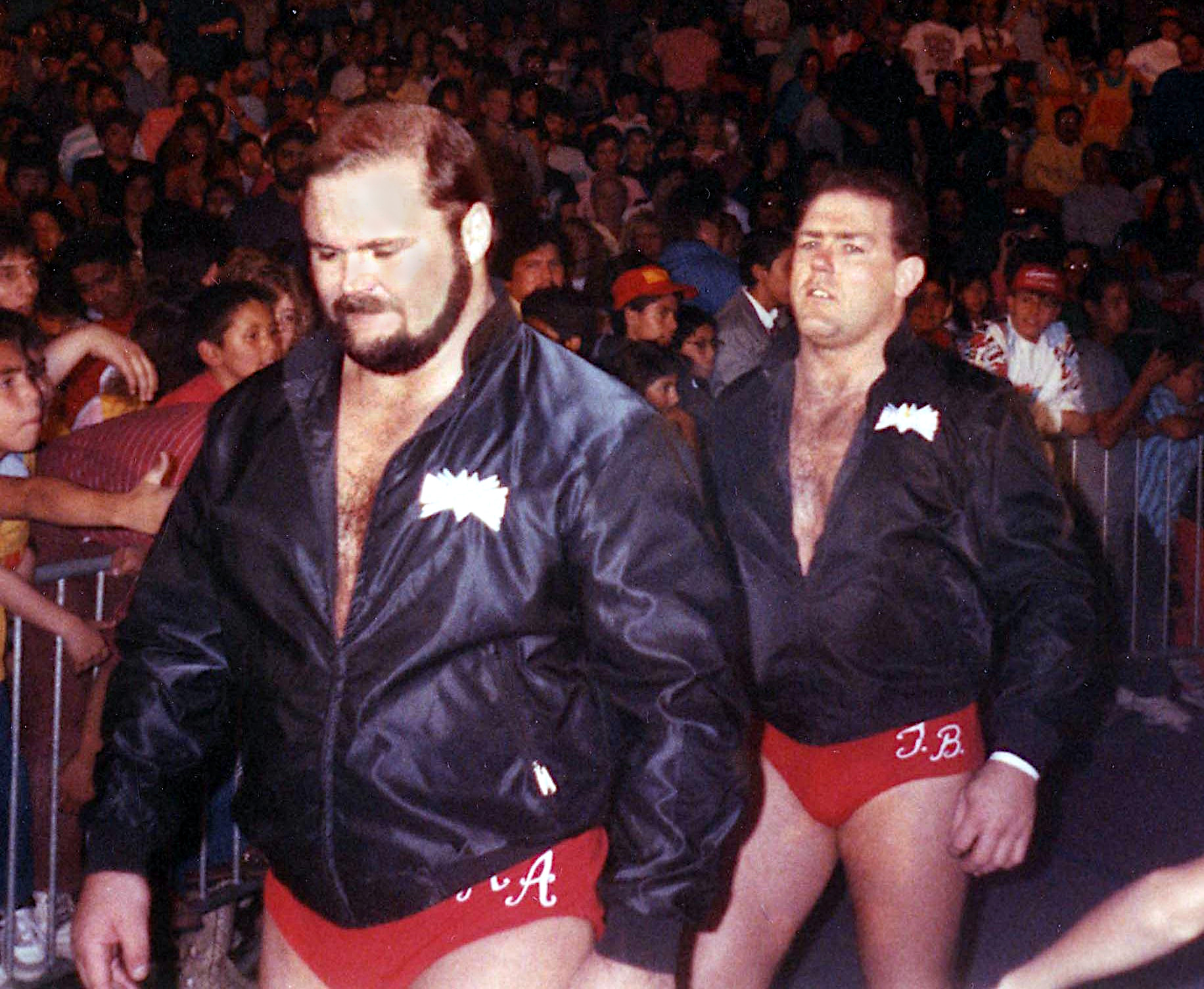
タリー・ブランチャード（後方）とのブレイン・バスターズ（1989年）

WWFではボビー・ヒーナンをマネージャーに迎え、ブランチャードとのタッグチーム「ブレイン・バスターズ」で活躍。ストライク・フォース（リック・マーテル&ティト・サンタナ）、ハート・ファウンデーション（ブレット・ハート&ジム・ナイドハート）、ザ・ロッカーズ（マーティ・ジャネッティ&ショーン・マイケルズ）、ザ・ブッシュワッカーズ（ブッチ・ミラー&ルーク・ウィリアムス）などのチームと抗争し、1989年7月18日にはアックス&スマッシュのデモリッションを破り、WWF世界タッグ王座を獲得した。
1989年末、NWA（ジム・クロケット・プロモーションを買収したWCW）に復帰。翌1990年1月2日、グレート・ムタからNWA世界TV王座を奪取、同タイトルへの2度目の戴冠を果たす（12月4日にトム・ジンクに明け渡すも、翌月14日に奪還。以降、同タイトルはWCW世界TV王座として認定される）。1991年9月5日にはラリー・ズビスコとの「ジ・エンフォーサーズ」でWCW世界タッグ王座を獲得した。
日本へは1991年3月21日と1992年1月4日、当時WCWと提携していた新日本プロレスの東京ドーム大会に参戦。3度目の来日となる1992年8月にはG1 CLIMAXの第2回大会に出場した。
WCWではポール・E・デンジャラスリー率いるデンジャラス・アライアンスのメンバーとして、ズビスコ、ボビー・イートン、リック・ルードらと共闘。その後、WWFから復帰してきたフレアーとフォー・ホースメンを再結成して、1993年8月18日には新メンバーのポール・ローマとのコンビで世界タッグ王座に返り咲いた。
しかし、アンダーソン事件（後述）による負傷のため、この新生ホースメンも解体を余儀なくされる。1994年の復帰後はベビーフェイスとしてリッキー・スティムボートやダスティン・ローデスと共闘していたが、ほどなくしてヒールに戻り、テリー・ファンクや "スタニング" スティーブ・オースチンと結託。1995年5月には新日本プロレスのリングでもオースチンとタッグを組み、長州力&マサ斎藤などのチームと対戦した。
1997年に首の故障により引退。引退後はWCWのロード・エージェントを担当し、フレアー不在のフォー・ホースメンの指揮を執っていたこともある。WCWのバックステージでは、派閥争いの関係で冷遇されていた。
2001年のWCW崩壊後はWWFに迎えられ、引き続きロード・エージェントとして活動。時折WWEの番組に出演することもあった。2012年にはフレアー、ブランチャード、ウインダムおよびマネージャーのJ・J・ディロンと共に、フォー・ホースメンとしてWWE殿堂に迎えられた。
2019年2月にWWEを退社。同年下期よりAEWに移籍した。

## アンダーソン事件
1993年10月28日、イギリス遠征中のホテル内でのラウンジでシッド・ビシャスと諍いを起こし（ビシャスの度重なる大言壮語をアンダーソンが戒めたことによる）、逆上したビシャスにハサミで胸部や腹部など10数箇所を刺される大怪我を負った。これを俗にアンダーソン事件（Arn Anderson's stabbing incident）という。これはビシャスがステロイド剤の使用で情緒不安定になっており、自分の感情をコントロールできなかったことがわかっている。

## 得意技
- スパイン・バスター（この技の代名詞的な使い手であり、WWEでは現在でも「ダブルAばりのスパイン・バスター」という表現が使われる）
- ローリング・スパイン・バスター（オリジナル技。体を横に半回転しつつスパイン・バスターを繰り出す。全盛期は弧を描きながら放つ場合が多かった）
- ゴード・バスター
- DDT
- 長滞空式ブレーンバスター
- スパイク・パイルドライバー（タリー・ブランチャードとの合体攻撃として使用[24]）

## 獲得タイトル
サウスイースタン・チャンピオンシップ・レスリング
- NWAサウスイースタン・タッグ王座：4回（w / ジェリー・スタッブス×3、パット・ローズ）[25]

チャンピオンシップ・レスリング・フロム・ジョージア
- NWAナショナル・タッグ王座：1回（w / オレイ・アンダーソン）[26]

ミッドアトランティック・チャンピオンシップ・レスリング / ワールド・チャンピオンシップ・レスリング
- NWA世界TV王座 / WCW世界TV王座：4回[7]
- NWA世界タッグ王座（ミッドアトランティック版）：2回（w / タリー・ブランチャード）[27]
- WCW世界タッグ王座：3回（w / ラリー・ズビスコ、ボビー・イートン、ポール・ローマ）[12]

ワールド・レスリング・フェデレーション / ワールド・レスリング・エンターテインメント
- WWF世界タッグ王座：1回（w / タリー・ブランチャード）[10][11]
- WWE殿堂：2012年度（インダクターはダスティ・ローデス）[20]